# Aéroport de Kirkwall
L'aéroport de Kirkwall (code IATA : KOI • code OACI : EGPA) est le principal aéroport desservant les Orcades en Écosse. Il est situé à 4,6 kilomètres au sud-est de Kirkwall et est détenu par Highlands and Islands Airports Limited. L'aéroport est utilisé uniquement par la compagnie Loganair.

## Histoire
L'aéroport est construit en 1940 et devient base aérienne Grimsetter de la Royal Air Force, conçue pour la défense de la base navale de Scapa Flow naval base. En 1943 la base passe sous contrôle de la Royal Naval Air Service et est rebaptisée RNAS Kirkwall. Elle passe ensuite sous contrôle en 1948 du Ministère de l'Aviation civile, et en 1986 de "Highlands and Islands Airports".

## Situation

### Carte des aéroports d'Écosse
| Aberdeen Barra Benbecula Campbeltown Colonsay Dundee Eday Édimbourg Fair Isle Foula Glasgow Glasgow-Prestwick Inverness Islay Kirkwall North Ronaldsay Oban Papa Westray Sanday Stornoway Stronsay Sumburgh Tingwall Tiree Westray Wick |

### Carte des aéroports des Orcades
| Eday Islay North Ronaldsay Papa Westray Sanday Stronsay Westray Kirkwall |

## Statistiques
Pour des raisons techniques, il est temporairement impossible d'afficher le graphique qui aurait dû être présenté ici.

Voir la requête brute et les sources sur Wikidata.

## Compagnies aériennes et destinations
| Compagnies | Destinations |
| ---------- | --- |
| Loganair   | - Aberdeen-Dyce, - Dundee, - Eday, - Édimbourg, - Glasgow, - Inverness, - North Ronaldsay, - Papa Westray, - Sanday, - Stronsay, - Sumburgh, - Westray En saison:: Fair Isle, Bergen |

Actualisé le 26/03/2023